# Episodi di Blue Heelers - Poliziotti con il cuore (terza stagione)
La terza stagione della serie televisiva Blue Heelers - Poliziotti con il cuore è stata trasmessa in anteprima in Australia da Seven Network tra il 12 febbraio 1996 e il 26 novembre 1996.
| nº | Titolo originale                  | Titolo italiano | Prima TV Australia | Prima TV Italia |
| -- | --------------------------------- | --------------- | ------------------ | --------------- |
| 1  | Once Only Withdrawal (Part 1)     |                 | 12 febbraio 1996   |                 |
| 2  | Once Only Withdrawal (Part 2)     |                 | 12 febbraio 1996   |                 |
| 3  | Second Innings                    |                 | 13 febbraio 1996   |                 |
| 4  | Spider Man                        |                 | 20 febbraio 1996   |                 |
| 5  | Day of Reckoning                  |                 | 27 febbraio 1996   |                 |
| 6  | Sex and Death                     |                 | 5 marzo 1996       |                 |
| 7  | Not in My Backyard                |                 | 12 marzo 1996      |                 |
| 8  | All Part of the Service           |                 | 19 marzo 1996      |                 |
| 9  | Dog Days                          |                 | 26 marzo 1996      |                 |
| 10 | An Act of Random Violence         |                 | 2 aprile 1996      |                 |
| 11 | Unfinished Business               |                 | 9 aprile 1996      |                 |
| 12 | Happy Families                    |                 | 16 aprile 1996     |                 |
| 13 | Priorities                        |                 | 23 aprile 1996     |                 |
| 14 | A Fair Crack of the Whip (Part 1) |                 | 30 aprile 1996     |                 |
| 15 | A Fair Crack of the Whip (Part 2) |                 | 7 maggio 1996      |                 |
| 16 | Under Pressure                    |                 | 14 maggio 1996     |                 |
| 17 | Fight Dirty                       |                 | 21 maggio 1996     |                 |
| 18 | The Art of Deception              |                 | 28 maggio 1996     |                 |
| 19 | Old Sins, Long Shadows            |                 | 4 giugno 1996      |                 |
| 20 | In Unity Is Strength              |                 | 11 giugno 1996     |                 |
| 21 | The Kremin Factor                 |                 | 18 giugno 1996     |                 |
| 22 | Shelter from the Storm            |                 | 25 giugno 1996     |                 |
| 23 | The Principle of the Thing        |                 | 2 luglio 1996      |                 |
| 24 | Mind Games                        |                 | 9 luglio 1996      |                 |
| 25 | Duty of Care                      |                 | 16 luglio 1996     |                 |
| 26 | Other People's Lives              |                 | 6 agosto 1996      |                 |
| 27 | A Gift from God                   |                 | 13 agosto 1996     |                 |
| 28 | Waiting to Happen                 |                 | 20 agosto 1996     |                 |
| 29 | Bewitched                         |                 | 27 agosto 1996     |                 |
| 30 | Mudsticks                         |                 | 3 settembre 1996   |                 |
| 31 | The Angels' Share                 |                 | 10 settembre 1996  |                 |
| 32 | Something for Nothing             |                 | 17 settembre 1996  |                 |
| 33 | Winner Takes All                  |                 | 24 settembre 1996  |                 |
| 34 | I Spy                             |                 | 1º ottobre 1996    |                 |
| 35 | Reality Bytes                     |                 | 8 ottobre 1996     |                 |
| 36 | In the Gun (Part 1)               |                 | 15 ottobre 1996    |                 |
| 37 | In the Gun (Part 2)               |                 | 22 ottobre 1996    |                 |
| 38 | Buck Naked                        |                 | 29 ottobre 1996    |                 |
| 39 | Friendly Fire                     |                 | 5 novembre 1996    |                 |
| 40 | Half a Second                     |                 | 12 novembre 1996   |                 |
| 41 | Miss Mount Thomas                 |                 | 19 novembre 1996   |                 |
| 42 | Dead and Alive                    |                 | 26 novembre 1996   |                 |